# Fabian Hamilton
Pour les articles homonymes, voir Hamilton.
Fabian Uziell-Hamilton (né le 12 avril 1955) est un homme politique britannique du Parti travailliste qui est député de Leeds Nord-Est depuis 1997. Il est ministre fantôme de la paix et du désarmement de novembre 2016 à septembre 2023,.

## Jeunesse et carrière
Fabian Uziell-Hamilton est né le 12 avril 1955 à Londres dans une famille juive britannique. Son grand-père est rabbin. Son père Mario, avocat, et sa mère Adrianne, juge sont membres du Parti libéral, pour lequel son père est plusieurs fois candidat aux élections.
Il fait ses études à la Brentwood School dans l'Essex où il participe aux productions dramatiques de l'école, jouant un rôle mineur dans la pièce de Shakespeare Jules César aux côtés de Douglas Adams et Griff Rhys Jones. Il fréquente ensuite l'Université d'York où il obtient un baccalauréat ès arts.
À partir de 1978, il travaille comme chauffeur de taxi pendant un an avant de travailler comme graphiste. De 1994 jusqu'à son élection au Parlement en 1997, il est consultant en systèmes informatiques chez Apple Macintosh.
Il est élu conseiller au conseil municipal de Leeds en 1987, démissionnant en 1998. Il est élu président du Parti travailliste de la circonscription de Leeds Ouest en 1987.

## Carrière parlementaire
Hamilton se présente comme candidat travailliste à Leeds Nord-Est aux élections générales de 1992, arrivant deuxième avec 36,8 % des voix derrière le député conservateur sortant Timothy Kirkhope,.
Bien qu'il ait obtenu le plus grand swing travailliste du nord de l'Angleterre, le parti travailliste de la circonscription vote, avec une marge d'une voix, en faveur d'une liste restreinte exclusivement féminine.
Leeds Nord-Est fait sa sélection le 1er juillet 1995, en choisissant Liz Davies, avocate et conseillère du quartier londonien d'Islington. Davies bat quatre femmes locales, dont deux conseillères municipales de Leeds. Sa sélection fait l'objet d'un veto du Comité exécutif national, prétendument en raison de sa position politique de gauche. Mécontents de la situation, les opposants  intentent sans succès une poursuite privée contre Hamilton en vertu de la Loi sur les sociétés en relation avec son entreprise d'imprimerie. Hamilton remporte le processus de sélection ultérieur.
Aux élections générales de 1997, Hamilton est élu député de Leeds Nord-Est avec 49,2 % des voix et une majorité de 6 959 voix,. Il prononce son premier discours le 23 juin 1997.
Hamilton est réélu député de Leeds Nord-Est aux élections générales de 2001 avec une part des voix diminuée de 49,1 % et une majorité de 7 089 voix,. Il est réélu aux élections générales de 2005, avec une part des voix diminuée de 44,9 % et une majorité de 5 262 voix.
Hamilton est réélu aux élections générales de 2010 avec une part des voix diminuée de 42,7 % et une majorité de 4 545 voix,.
Il est réélu aux élections générales de 2015, avec une part des voix accrue de 47,9 % et une majorité de 7 250 voix.
Le 7 janvier 2016, Hamilton est nommé ministre fantôme des Affaires étrangères, en dehors du cabinet fantôme,. Le 29 juin 2016, Hamilton est nommé ministre fantôme de l'Europe pour remplacer Pat Glass, qui a démissionné en raison d'inquiétudes concernant le leadership de Corbyn. Hamilton démissionne quelques jours plus tard, le 4 juillet 2016, se disant troublé par la réponse de Corbyn à l'enquête Chakrabarti sur l'antisémitisme dans le parti.
Lors des élections générales anticipées de 2017, Hamilton est réélu avec une part des voix accrue de 63,1 % et une majorité de 16 991 voix. Il est réélu aux élections générales de 2019, avec une part des voix diminuée de 57,5 % et une majorité de 17 089 voix,.
En juin 2024, Hamilton est réélu comme candidat travailliste pour Leeds Nord-Est aux élections générales de 2024.